# Klosterweiher (Dachsberg)
Der Klosterweiher, auch Horbacher See, ist ein kleiner See im Südschwarzwald zwischen St. Blasien und Dachsberg bei Horbach im Landkreis Waldshut. Er liegt in einer Karmulde und wurde als Fischweiher des Klosters St. Blasien für die benötigten Fastenfische aufgestaut. Diese Nutzung ist seit dem 18. Jahrhundert belegt. Der zwischenzeitlich verfallene und vermoorte Weiher wurde 1952 erneut durch eine Dammaufschüttung gestaut. Ein kleiner verlandeter Teil des Sees gehört zum Naturschutzgebiet Friedrich-August-Grube. Der Klosterweiher ist ein späteiszeitliches Relikt in Folge des Rückzugs des Feldberg-Gletschers vom Dachsberg.
Wenige hundert Meter nördlich liegt das Naturschutzgebiet Horbacher Moor.